# Arthur (Dakota del Norte)
Arthur es una ciudad ubicada en el condado de Cass en el estado estadounidense de Dakota del Norte. En el censo de 2010 tenía una población de 337 habitantes y una densidad poblacional de 85,89 personas por km².

## Geografía
Arthur se encuentra ubicada en las coordenadas 47°6′15″N 97°13′7″O / 47.10417, -97.21861. Según la Oficina del Censo de los Estados Unidos, Arthur tiene una superficie total de 3.92 km², de la cual 3.92 km² corresponden a tierra firme y (0%) 0 km² es agua.

## Demografía
Según el censo de 2010, había 337 personas residiendo en Arthur. La densidad de población era de 85,89 hab./km². De los 337 habitantes, Arthur estaba compuesto por el 98.52% blancos, el 0% eran afroamericanos, el 0% eran amerindios, el 0% eran asiáticos, el 0% eran isleños del Pacífico, el 0% eran de otras razas y el 1.48% pertenecían a dos o más razas. Del total de la población el 0.59% eran hispanos o latinos de cualquier raza.